# Шапрунова, Валентина Ефремовна
Валенти́на Ефре́мовна Шапруно́ва (в замужестве — Потёмкина) (20 апреля 1937, Ленинград, РСФСР, СССР) — советская легкоатлетка, выступавшая в прыжках в длину. Участница летних Олимпийских игр 1956 и 1960 годов.

## Биография
Родилась 20 апреля 1937 года в Ленинграде.
В 1955 году окончила Ленинградский судостроительный техникум, в 1971 году — ГДОИФК имени П. Ф. Лесгафта.
Начала заниматься лёгкой атлетикой в 1951 году. Тренировалась под началом Виктора Алексеева, Николая Большакова и И. М. Козлова.
Выступала в легкоатлетических соревнованиях за «Зенит» и «Труд» из Ленинграда. В 1959 году выиграла прыжки в длину на летней Спартакиаде народов СССР, в рамках которой проводился чемпионат страны. В 1960 и 1961 годах становилась серебряным призёром чемпионата СССР.
В 1956—1961 годах входила в сборную СССР.
В 1956 году вошла в состав сборной СССР на летних Олимпийских играх в Мельбурне. В прыжках в длину в квалификации показала 4-й результат — 5,86 метра. В финале заняла 6-е место, прыгнув на 5,85 и уступив 50 сантиметров победительнице Эльжбете Кшесиньской из Польши.
В 1960 году вошла в состав сборной СССР на летних Олимпийских играх в Риме. В прыжках в длину в квалификации показала 17-й результат — 5,80. В финале заняла 8-е место, прыгнув на 6,01 и уступив 36 сантиметров победительнице Вере Крепкиной из СССР.
Мастер спорта СССР (1957).
В 1971—1991 годах работала тренером ленинградской ДЮСШ «Динамо».

## Личный рекорд
- Прыжки в длину — 6,36 (1961)[5]